# Glavonožci
Glavonožci (znanstveno ime Cephalopoda) so razred mehkužcev, ki živijo izključno v morjih in oceanih ter jih združuje značilnost, da je izvorna noga mehkužcev preoblikovana v obroč lovk okoli ust. Vanj uvrščamo nekaj dobro znanih skupin morskih živali, kot so sipe, lignji, brodniki in hobotnice. Skupno poznamo približno 800 danes živečih vrst, zgodovinsko pomembne pa so tudi nekatere izumrle skupine, predvsem amoniti.
Znanstveno se z glavonožci ukvarja tevtologija, ki je panoga malakologije (vede o mehkužcih.)

## Telesne značilnosti
Telo glavonožcev je prilagojeno za aktivno premikanje in je najbolj kompleksno organizirano med vsemi mehkužci. V primerjavi z drugimi mehkužci je izrazito podaljšano in ima jasno orientiranost spredaj-zadaj. Največji glavonožci so desetmetrskih velikosti, česar ne dosega noben drug nevretenčar.
Lupina je v celoti ohranjena samo pri fosilnih predstavnikih in nekaj danes živečih vrstah brodnikov (Nautiloidea), sipe in lignji imajo ostanek lupine kot »kost« v notranjosti telesa, pri hobotnicah pa je povsem izginila. Te živali imajo hidrostatični skelet. Brodniki imajo zavito hišico, nekatere danes izumrle skupine pa so imele tudi ravne hišice. Lastnost, po kateri so glavonožci dobili ime, je obroč lovk na sprednjem delu telesa oz. glavi, v katere se je spremenila izvorna noga mehkužcev (to opisuje tudi njihovo znanstveno ime Cephalopoda - iz stare grščine starogrško κεφαλή (kephale) - »glava« in starogrško πούς (pous) - »noga«). Njihovo število se med skupinami razlikuje: brodniki jih imajo skoraj sto, sipe in lignji deset, hobotnice pa osem. Opremljene so lahko s priseski ali kavlji in so zelo gibljive.
Večina glavonožcev se poganja po vodi s pomočjo omišičene plaščeve votline, ki deluje po enakem principu kot reaktivni motor; z iztiskanjem vode skozi ozek sifon žival potisne v nasprotno smer. Posebej dobro razvit je ta sistem pri lignjih. Nekatere globokomorske hobotnice imajo lovke povezane z membrano (podobno kot dežnik) in plavajo z ritmičnim stiskanjem obroča lovk, podobno kot meduze. Značilnost številnih vrst je vrečka s črnilom, ki vsebuje z melaninom bogat izloček črnilne žleze, in se odpira v rektum blizu anusa. Ta izloček uporabljajo pri obrambi.
Razen brodnikov imajo v koži posebne pigmentne celice, imenovane kromatofore. Žival lahko menja barvo s spreminjanjem oblike teh celic, za kar so odgovorne posebne mišice, učinek pa ojačajo plasti iridocit pod plastmi kromatofor, ki odbijajo različne valovne dolžine. Sposobnost spreminjanja barve se močno razlikuje med predstavniki. Mnoge vrste, ki živijo v srednjih in večjih globinah, imajo po koži razporejene bioluminiscenčne celice v raznih vzorcih.

### Notranja telesna zgradba
Skelet sip, brodnikov in predstavnikov skupine Spirulida ima tudi vlogo organa za uravnavanje plovnosti; žival lahko vanj aktivno izloča pline in s tem poveča plovnost ali obratno.
Dihajo s škrgami; brodniki imajo štiri pare škrg, ostali živeči glavonožci pa največkrat po dva, razen nekaterih predstavnikov, ki ne uporabljajo plaščeve votline za pogon. Pri njih so škrge zakrnele in izmenjava plinov poteka čez celotno telesno površino. Pri ostalih pretok vode čez površino škrg poganja aktivnost plaščeve votline.
V ustni votlini je strgača, pri mehanski obdelavi hrane pa je pomembnejša močna, kljunu podobna čeljust, s katero razkosavajo hrano. V ustno votlino se odpirata dva para žlez slinavk, ki pri nekaterih skupinah izločata tudi strup.

#### Živčevje in čutila
Glavonožci imajo veliko in kompleksno razvito živčevje, ki je najbolj razvito med vsemi nevretenčarji, kar je povezano z njihovim aktivnim življenjskim slogom. Gangliji so zraščeni in tvorijo možgane, ki obdajajo požiralnik in so zaščiteni s hrustančno kapsulo. Del možganov pod požiralnikom oživčuje lovke; zgradba teh povezav dokazuje, da je obroč lovk pri glavonožcih homologen nogi ostalih mehkužcev. Poleg možganov je najopaznejši element živčevja močan par živcev, ki izraščata iz zadnjega dela možganov. Vodita do para zvezdastih ganglijev, iz katerih proti koncu telesa žarkasto izraščajo živci, ki oživčujejo plašč. Sestavljajo jih t. i. orjaški nevroni - živčne celice z zelo velikim premerom nevritov, ki omogočajo hitro prevajanje živčnih impulzov proti mišicam plašča. Hitrost prevajanja je namreč neposredno odvisna od premera, zato je šel razvoj v smeri povečevanja, saj mehkužci nimajo mielinske ovojnice, ki opravlja to vlogo pri vretenčarjih. Oživčenost mišic plašča je urejena tako, da najdebelejši nevroni potujejo proti najbolj oddaljenim delom plašča, povezave z bližnjimi pa so tanjše. Posledično se ob aktivaciji vse mišice skrčijo naenkrat, kar poveča silo iztiskanja vode.
Druga značilnost čutilno-živčnega sistema so dobro razvite oči večine predstavnikov, ki so izredno podobne tistim pri ribah. Imajo lečo in plast fotoreceptorjev, podobnih vretenčarskim paličnicam, ki pa so za razliko od vretenčarjev obrnjeni proti viru svetlobe. Njihova ločljivost je skoraj zanesljivo dovolj velika da lahko glavonožci zaznajo sliko svoje okolice. Količino svetlobe žival uravnava s spreminjanjem premera zenice, ostrino pa s premikanjem leče naprej in nazaj (podobno kot ribe). Izjema so brodniki, ki imajo par enostavnih očes na pecljih brez posebnih optičnih elementov. Notranjost očesa je skozi ozko luknjo - zenico neposredno v stiku z morsko vodo, torej oko deluje kot camera obscura in je slabo občutljivo.
Drugi receptorji so še statociste, s katerimi glavonožci zaznavajo orientacijo v prostoru in nekateri tudi pospešek, ter kemoreceptorji in receptorji za dotik, ki jih je največ na lovkah.

## Življenjski krog
Samci spravijo semensko tekočino v obliki velikega spermatofora v posebno kamro, ki se odpira na levi strani plaščne votline. Med parjenjem, ki lahko vključuje kompleksen vedenjski ritual z razkazovanjem barvnih vzorcev na koži, ga s posebej prirejeno lovko prenese v bližino samičine spolne odprtine. Samica izleže nekaj deset do nekaj sto jajčec z veliko zalogo rumenjaka in jih oplodi s shranjenim semenom. Kmalu po razmnoževanju oba spolna partnerja pogineta. Tudi tu so izjema brodniki, saj se lahko parijo več let zapored.
Razvoj je direkten, brez posebnih larvalnih oblik, so pa lahko ličinke planktonske dokler malo ne zrastejo. Pravkar izlegli brodniki imajo hišico s sedmimi prekati, veliko 25 milimetrov. Ker poginejo takoj po razmnoževanju, so skoraj vsi glavonožci kratkoživeči; živijo dve do tri leta dokler niso spolno zreli.

## Ekologija
Večina vrst glavonožcev je pelaških - živijo v odprtih morjih, največkrat v zgornjih 100 m globine. Sipe, brodniki in predstavniki skupine Spirulida se ne morejo potapljati zelo globoko, saj njihov organ za vzdrževanje plovnosti ne more prenesti pritiska v večjih globinah.
Vsi glavonožci so mesojedi, konkretno pa je prehrana odvisna od življenjskega okolja posamezne vrste.